# Dacrycarpus compactus
Dacrycarpus compactus — вид хвойних рослин родини подокарпових.
Видовий епітет вказує на густе і компактне листя на старших деревах.

## Опис
Висота 2-20 м, а діаметр 25-60 см. Зовнішня кора важка, груба, бородавчаста, темно-сіра, з тріщинами; внутрішня кора червонувато-солом'яна. Листя темно-зелене або темно-сіро-зелене зверху, знизу сизе. Листя неповнолітніх 2-2,5 × 0,6 мм. Листя на старих деревах 1-2,5 × 0,6-1 мм. Стигле вмістилище насіння від фіолетового до чорного кольору, дрібне, 3-4 мм, бородавчасте. Пилкові шишки циліндричні, 7-8 × 2-3 мм. Насіння темно-коричневе або чорне, кулясте, 7-8,5 × 7-8 мм, з округлою вершиною. Квітне з травня по серпень, але є також повідомлення, що з лютого.

## Поширення, екологія
Країни поширення: Індонезія (Папуа); Папуа Нова Гвінея. Це високогірний вид, що зустрічаються в субальпійських чагарниках і на околицях альпійської купини. Зазвичай росте у хвойному високою гірської лісі разом з Papuacedrus papuana, Подокарпус, і кількома покритонасінними, а потім стає все більш поширеним і часто панує у замшілих мілколіссях і чагарниках навколо торф'яних вологих купинних пасовищах. Ізольовані дерева можуть бути розкидані по луках, оскільки вони відносно стійкі до трав'яних пожеж, коли вони досягнуть деякого розміру. Існує прохолодний, туманний клімат на цих висотах, що майже не має сезонних змін. Висотний діапазон цього виду (2800) 3,000-4,300 м над рівнем моря.

## Використання
Це дерево середнього розміру виробляє деревину прекрасної якості, але його недоступність і відносний дефіцит прямих дерев гарного розміру запобігає комерційній експлуатації. Вид не вирощується для лісового господарства або садівництва.

## Загрози та охорона
Загрози не відомі. Цей вид присутній в ряді охоронних територій.